# Ahmose-ankh
Ahmose-ankh va ser un príncep egipci del començament de la XVIII Dinastia. Era fill del faraó Amosis I i de la reina Ahmose Nefertari. Era el príncep hereu, però va morir abans que el seu pare, per la qual cosa el faraó següent va ser el seu germà petit Amenofis I. La seva germana era Ahmose-Meritamun.
Va néixer abans de l'any 22 del regnat del seu pare (data de l'Estela de donació). No en sabem res, i només està representat en un dels blocs de Karnak (actualment al Museu de Luxor), com a príncep hereu, al costat de la seva mare Ahmose-Nefertari, a l'Estela de la donació, que anunciava el nomenament d'aquesta última com a Esposa de Déu, càrrec que ella va inaugurar.
Segons alguns especialistes, Ahmose-ankh seria el mateix personatge que apareix amb Ahmose-Sapair, un altre príncep del començament de la dinastia, en una estàtua que avui es troba al Museu del Louvre.